# Bianka Pietrow-Ennker
Bianka Rita Pietrow-Ennker (* 13. August 1951 in Treysa/Hessen) ist eine deutsche Osteuropahistorikerin.

## Leben
Bianka Pietrow wurde im nordhessischen Treysa (Kreis Ziegenhain; heute ein Ortsteil von Schwalmstadt) geboren. Nach dem Abitur an der Jacob-Grimm-Schule in Kassel 1970 studierte sie Geschichtswissenschaft, Politikwissenschaft, Russistik und Pädagogik an der Universität Marburg. Während dieser Zeit erhielt sie u. a. ein Stipendium der Friedrich-Ebert-Stiftung. Für diese Stiftung war sie von 1979 bis 1983 als freie Mitarbeiterin im Bereich der Außen- und Sicherheitspolitik tätig.
1988 heiratete sie den Historiker Benno Ennker und führt seitdem den Namen Pietrow-Ennker.

### Wissenschaftliche Karriere
Bekannt wurde B. Pietrow mit ihrer Dissertation Stalinismus – Sicherheit – Offensive. Das Dritte Reich in der Konzeption der sowjetischen Außenpolitik 1933 bis 1941, die 1983 veröffentlicht wurde. Zum ersten Mal in der historischen Forschung wurden darin unterschiedliche Quellenbestände aus Deutschland, der Sowjetunion und Großbritannien systematisch untersucht, um das zeitgenössische stalinistische Verständnis über den Nationalsozialismus und dessen Russlandpolitik sowie den Verlauf der sowjetischen Deutschlandpolitik zu analysieren, der sich auch in den sowjetisch-britischen Beziehungen spiegelte. Besondere Aufmerksamkeit wurde der Zeit des sog. „Hitler-Stalin-Paktes“ vom 23. August 1939 bis zum 22. Juni 1941, dem Tag des deutschen Überfalls auf die Sowjetunion, gewidmet. Dabei führte Bianka Pietrow die Dimensionen der deutsch-sowjetischen Kooperation, die sich gegen die ostmitteleuropäischen Staaten, besonders Polen, sowie die Westalliierten richtete, auf politischem, militärischem, ökonomischem und kulturellem Gebiet zusammen und ordnete zudem die Rolle der Kommunistischen Internationale, ihre Theoriebildung und ihre politische Praxis der sowjetischen Außenpolitik zu. Seit dieser Zeit vertritt sie die These, die sowjetische Außenpolitik unter Josef Stalin sei wesentlich von einem starken Sicherheitsinteresse geprägt gewesen; nur in dessen Rahmen sei es zu einer Wiederbelebung russischer imperialer Politik gekommen.
Von 1981 bis 1983 war Bianka Pietrow als Wissenschaftliche Mitarbeiterin im Fach Zeitgeschichte an der Universität Kassel tätig, von 1983 bis 1988 arbeitete sie als Wissenschaftliche Mitarbeiterin am Institut für Osteuropäische Geschichte und Landeskunde der Geschichtswissenschaftlichen Fakultät der Universität Tübingen. In der breiteren Öffentlichkeit wurde sie damals vor allem bekannt, als sie den „kleinen Historikerstreit“ mitgestaltete und sich dabei gegen die These wandte, Hitlers Angriff auf die Sowjetunion sei erfolgt, um Stalin zuvorzukommen. Dieser Schwerpunkt führte u. a. zur Herausgabe ihres Buches Präventivkrieg? Der deutsche Angriff auf die Sowjetunion. Im Anschluss bekleidete sie am Tübinger Institut für Osteuropäische Geschichte und Landeskunde eine Stelle als Wissenschaftliche Assistentin. In dieser Zeit wechselte sie von Problemen sowjetischer Außen- und Kriegspolitik zur Problematik der osteuropäischen Frauen- und Frauenbewegungsforschung.
Sie habilitierte sich 1994 mit einer von Dietrich Geyer betreuten Arbeit über die Entwicklung der russischen Frauenbewegung von den 1860er Jahren bis zur Oktoberrevolution an der Geschichtswissenschaftlichen Fakultät der Universität Tübingen. 1995 wurde sie zur Professorin für Osteuropäische Geschichte an der Universität Konstanz berufen, wo sie bis heute forscht und lehrt. Sie führte dort die vergleichende Frauenbewegungsgeschichte fort. Dieser Forschungsbereich wurde durch die erste internationale Konferenz dieser Art und eine nachfolgende Publikation über einen europäischen Vergleich der frühen Frauenemanzipationsbewegungen abgeschlossen.
Im Rahmen ihrer Mitarbeit im Konstanzer Sonderforschungsbereich „Norm und Symbol. Die kulturelle Dimension sozialer und politischer Integration“ von 2000 bis 2006 weitete sie ihre historische Forschung über die Entstehung zivilgesellschaftlicher Strukturen im Russischen Reich, zu der sie auch die Frauenemanzipationsbewegung rechnete, auf die Anfänge des modernen Unternehmertums und die Entstehung einer bürgerlichen Öffentlichkeit im Osten Europas aus. Parallel dazu kooperierte sie in einem wissenschaftlichen Projekt über „Stadt und Modernisierung im Osten Europas“ mit der Universität Zürich (Carsten Goehrke).
Die Gründung des Exzellenzclusters der Universität Konstanz „Kulturelle Grundlagen von Integration“ gab ihr die Möglichkeit, sich seit 2007 als Mitglied und Projektleiterin zu beteiligen. Im Forschungsfeld der „Transkulturellen Hierarchien“ befasste sie sich mit den Reichweiten von Integration des Russischen Imperiums. Seither bestimmen kulturwissenschaftliche Fragestellungen stark die Themen der Inter- und Transnationalen Geschichte, die sie und ihr Kreis wissenschaftlicher Nachwuchskräfte verfolgen.
Seit April 2017 ist sie als emeritierte Professorin der Universität Konstanz vorwiegend wissenschaftlich tätig.

### Forschungsschwerpunkte
Ihre Forschungsschwerpunkte sind Internationale Geschichte, besonders sowjetische/russische Außen- und Sicherheitspolitik, deutsch-sowjetische/russische Beziehungen, Geschichte der polnischen Außenpolitik, Probleme des Zweiten Weltkriegs in Osteuropa, russische und polnische Geschlechtergeschichte, Frauenbewegungsgeschichte im europäischen Vergleich, vergleichende Modernisierung und Stadtentwicklung im Osten Europas sowie Aspekte osteuropäischer Sozial- und Kulturgeschichte.
Durch ihre Berufung an die Universität Konstanz 1995 wurde sie eine der ersten Professorinnen der Bundesrepublik Deutschland im Fachgebiet Osteuropäische Geschichte. Mit ihren breit gefächerten Publikationen hat sie sich seit dem Erscheinen ihrer Dissertation zu Deutschland in der Konzeption sowjetischer Außenpolitik 1933–1941 internationales Renommee erworben.

### Ehrenamtliche Tätigkeiten
Unter den vielfältigen ehrenamtlichen Tätigkeiten von Bianka Pietrow-Ennker sind insbesondere die Mitgliedschaft in der Gemeinsamen Kommission für die Erforschung der jüngeren Geschichte der deutsch-russischen Beziehungen (2003–2014) zu nennen, bei der sie auch als Projektbetreuerin einer umfangreichen Quellenedition zu den deutsch-sowjetischen Beziehungen 1933–1941 fungierte. Ferner war sie von 2005 bis 2011 Mitglied des Wissenschaftlichen Beirats des Deutschen Historischen Instituts Warschau, 2009–2011 dort die Beirats-Vorsitzende, von 2014 bis 2019 Beiratsmitglied und deutsche Koordinatorin der internationalen Sommerschule Polin Meeting Point am Museum der Geschichte der polnischen Juden „Polin“ in Warschau. Sie war zudem langjährige Leiterin der Zweigstelle Konstanz der Deutschen Gesellschaft für Osteuropakunde. Seit 1999 ist sie als Bevollmächtigte des Rektors für die Universitätspartnerschaft mit der Russischen Staatlichen Geisteswissenschaftlichen Universität, Moskau, tätig sowie als Vertrauensdozentin und Mitglied des Auswahlausschusses des Solidaritätsfonds der Friedrich-Ebert-Stiftung. Ihre Lehre und Forschung war seit einer Kooperationsvereinbarung mit der Universität Zürich (2013) darauf ausgerichtet, die Osteuropäische Geschichte beider Universitäten miteinander zu vernetzen.

## Werke (Auswahl)

### Bücher
- Stalinismus – Sicherheit – Offensive. Das Dritte Reich in der Konzeption der sowjetischen Außenpolitik 1933 bis 1941. Melsungen 1983.
- Rußlands „neue Menschen“. Die Entwicklung der Frauenbewegung von den Anfängen bis zur Oktoberrevolution. Campus, Frankfurt am Main und New York 1999.
  - Russ. Übersetzung: „Novye ljudi“ Rossii. Razvitie ženskogo dviženija ot istokov do Oktjabr’skoj revoljucii. Moskau 2005.

### Herausgeberschaften
- Die russische Revolution 1917. Der Aufstand der Arbeiter, Bauern und Soldaten. Eine Dokumentation. Nymphenburger, München 1981 (gemeinsam mit Manfred von Boetticher und Richard Lorenz).
- Women in Polish Society. East European Monographs. Boulder, Col., Columbia University Press 1992 (gemeinsam mit Rudolf Jaworski).
- Präventivkrieg? Der deutsche Angriff auf die Sowjetunion. Frankfurt/Main 2000 (erweiterte Neuausgabe 2011).
- The European Women’s Emancipation Movements (19th c.). A Comparative Perspective. Stanford University Press, 2004; Paperback-Ausgabe, Stanford UP 2006.
- Stalinism in the Soviet Union. New Directions in Western and Russian Research. Verlag der Staatlichen Russischen Geisteswissenschaftlichen Universität, Moskau 2006 (gemeinsam mit A. Bezborodov, P. Kienle und O. Pavlenko).
- Städte im östlichen Europa. Zur Problematik von Modernisierung und Raum vom Spätmittelalter bis zum 20. Jahrhundert. Zürich 2006 (gemeinsam mit Carsten Goehrke).
- Unternehmer im Russischen Reich. Sozialprofil, Symbolwelten, Integrationsstrategien im 19. und frühen 20. Jahrhundert. Fibre, Osnabrück 2006 (gemeinsam mit Jörg Gebhard und Rainer Lindner).
- Graždanskaja identičnost‘ i sfera graždanskoj dejatel’nosti v Rossijskoj imperii. Vtoraja polovina XIX – načalo XX veka. [Bürgerliche Identität und die Sphäre bürgerlichen Engagements im Russischen Imperium (2. Hälfte des 19. bis zum Beginn des 20. Jahrhunderts)]. Moskau 2007 (gemeinsam mit G. Ul’janova).
- Kultur in der Geschichte Russlands. Räume, Medien, Identitäten, Lebenswelten. Vandenhoeck und Ruprecht, Göttingen 2007.
- Russlands imperiale Macht. Integrationsstrategien und ihre Reichweite in transnationaler Perspektive. Wien usw. 2012.
- Deutschland und die Sowjetunion 1933–1941. Dokumente aus russischen und deutschen Archiven. Bd. 1: 30. Januar 1933 – 31. Dezember 1934. Hrsg. v. Sergej Slutsch und Carola Tischler unter Mitarbeit von Lothar Kölm, Projektbetreuung: Bianka Pietrow-Ennker. 2 Teilbände, München 2014.

### Aufsätze (Auswahl)
- Die Sowjetunion in der Propaganda des Dritten Reiches. Das Beispiel der Wochenschau [mit einer Quellendokumentation]. In: Militärgeschichtliche Mitteilungen 1989/2, S. 79–120.
- Stalinistische Außenpolitik 1939–1941. Ein Beitrag zur Vorgeschichte des deutschen Angriffs auf die Sowjetunion am 22. Juni 1941. In: Klaus Meyer, Wolfgang Wippermann (Hrsg.): Gegen das Vergessen. Der Vernichtungskrieg gegen die Sowjetunion 1941–1945. Deutsch-Sowjetische Historikerkonferenz im Juni 1991 in Berlin über Ursachen, Opfer, Folgen des deutschen Angriffs auf die Sowjetunion. Frankfurt/Main 1992, S. 21–32.
- Das Feindbild im Wandel. Die Sowjetunion in den nationalsozialistischen Wochenschauen 1935–1941. In: Geschichte in Wissenschaft und Unterricht 1990/6, S. 337–351.
- Deutschland im Juni 1941 – ein Opfer sowjetischer Aggression? Zur Kontroverse über die Präventivkriegsthese. In: Wolfgang Michalka (Hrsg.): Der Zweite Weltkrieg. Analysen. Grundzüge. Forschungsbilanz. München, Zürich 1997, S. 586–607.
- Aggressor Stalin? Zur aktuellen Forschungskontroverse über die sowjetische Außen- und Militärpolitik 1941. In: Prague Papers on History of International Relations 1998, Teil 2, S. 366–382.
- Frau und Nation im geteilten Polen. In: Sophie Kemlein (Hrsg.): Frauen und Nationalismus in Osteuropa im 19. Jahrhundert. Osnabrück 2000, S. 125–143.
- Tradycje szlacheckie a dążenia emancypacyjne kobiet w spoleczeństwie polskim w dobie rozbiorów [Adelstraditionen und Frauenemanzipation in der polnischen Gesellschaft der Teilungszeit]. In: A. Żarnowska, A. Szwarc (Hrsg.): Kobieta i edukacja na ziemiach polskich w XIX i XX w. [Frau und Bildung in Polen im 19. und 20. Jahrhundert], 2 Bde., Warszawa 1992, Bd. I, S. 13–30.
- žensciny nastupajut. ob istokach ženskoj ėmancipacii v Rossii (19. v.) [Aufbruch der Frauen. Die Anfänge weiblicher Emanzipation in Rußland (19. Jh.)]. In: Otecestvennaja istorija [Vaterländische Geschichte]. Hrsg. vom Institut für Geschichte der Akademie der Wissenschaften, Moskau 1993, Nr. 5, S. 173–182.
- Geschichte als Argument. Emanzipation von Frauen als Thema der Rußlandforschung. In: Geschichte als Argument. 41. Deutscher Historikertag in München. Berichtsband. Hrsg. im Auftrag des Verbandes der Historiker Deutschlands e. V., München 1997, S. 224–234.
- Der „Lodzermensch“ verkörpert eine Lebensweise, die in Lodz wieder modern wird. In: Frankfurter Allgemeine Zeitung, 3. Januar 2002.
- Wirtschaftsbürger und Bürgerlichkeit im Königreich Polen. Das Beispiel von Lodz, dem „Manchester des Ostens“. In: Geschichte und Gesellschaft 2/2005, S. 169–202.
- Von Nihilistinnen und Revolutionärinnen. Geschichte der russischen Frauenbewegung bis zum Oktoberumsturz 1917. In: Anke Väth (Hrsg.): „Bad Girls“. Unangepasste Frauen von der Antike bis heute. UvK, Konstanz 2003, S. 155–176.
- Ein Reich mit Mission. In: Frankfurter Allgemeine Zeitung, Nr. 109, 12. Mai 2014, S. 6 (gemeinsam mit Benno Ennker).
- Der deutsch-sowjetische Nichtangriffsvertrag 1939. In: Russland – Deutschland. Stationen gemeinsamer Geschichte – Orte der Erinnerung. Hrsg. von Horst Möller und Alexander Tschubarjan im Auftrag der Gemeinsamen Kommission für die Erforschung der jüngeren Geschichte der deutsch-russischen Beziehungen. Bd. 3: Das 20. Jahrhundert. München 2014, S. 121–130.
- Nationbuilding, Concepts of Space and Civilizing Mission in the Early Second Republic of Poland. In: Boris Barth, Rolf Hobson (Hrsg.): Civilizing Missions in the Twentieth Century. Leiden/Boston 2020, S. 57–89.

### Filme
- Die Sowjetunion in den nationalsozialistischen Wochenschauen 1935–1941. Dokumentarfilm, zusammengestellt aus den Wochenschauberichten des Bundesfilmarchivs. Hrsg. vom Institut für den wissenschaftlichen Film. Göttingen 1990.
- Die Sowjetunion in NS-Wochenschauen 1935–1941. Beiträge zu zeitgeschichtlichen Filmquellen. Bd. 1. Hrsg. vom Institut für den wissenschaftlichen Film. Göttingen 1996.